# Banaue
Banaue je općina u Filipinskoj pokrajini Ifugao. Prema popisima iz 2000. Banaue broje 20,563 ljudi u 3,952 kućanstava. Svjetski su poznate po svojim rižištima ("terasama riže").

## Rižišta
Ponekad zvana i "Osmo svjetsko čudo", Rižišta banaue prostiru se sve od dna planine te se šire stotinama metara uvis. Također su proglašena UNESCO-ovom svjetskom baštinom. Govori se da bi njihova duljina, kada bi se računala od kraja do kraja odgovarala duljini od oko polovice kugle zemaljske. Sagrađena prije više od 2,000 godina, rižišta pokazuju vještinu i domišljatost nepokolebljivih Ifuagosa, koji su navodnili sve planinske potoke i kanale koji teku niz "terase".
Rižišta se šire sjeveroistočno prema Kagayan-u i južno skroz do Quezona. Ipak, u zadnje vrijeme polako se napuštaju i pokazuju znakove pogoršanja. Snažan potres u 1990. oštetio je kanale na nekim terasama, dok je prirodni fenomen El Nino izazvao sušu koja je natjerala podzemne crve da razdrobe zemlju na kojima terase počivaju.
Nadalje, raznolikosti riža nije baš pasala prohladna klima jer je vrijeme da sazre postalo znatno duže, te su zbog toga neke obitelji napustile svoju zemlju u zamjenu za plodniju. Mlađe su se generacije većinom okrenule turizmu. Komisija Ifuago rižišta stvorena je 1994. ali je kasnije zamijenjena radnom snagom Banaue rižišta, koja je zatvorena u 2002.